# Гирштовт, Поликарп Андреевич
Поликарп Андреевич Гирштовт (лит. Polikarpas Girštautas, пол. Polikarp Girsztowt, 1827—1877) — российский медик, ординарный профессор Варшавского университета, издатель, редактор, хирург, доктор медицины; член Варшавского медицинского общества.

## Биография
Родился 15 (27) февраля 1827 года в Гринкишках Россиенского уезда Ковенской губернии (ныне Гринкишкис, Радвилишкский район, Литва). Среднее образование получил в Кейданах и Вильне, а высшее в Императорской Санкт-Петербургской медико-хирургической академии, которую окончил в 1852 году. 

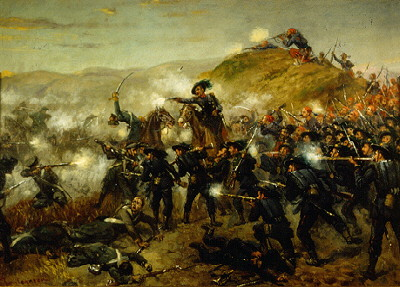
Эпизод Крымской войны

В марте 1853 года  получил степень доктора медицины за диссертацию: «De cognoscendis centrorum nervosorum («Центры знаний и заболевания нервной системы»; СПб., 1853) и поступил врачом на военную службу. Принимал участие в Крымской кампании, сначала в Придунайских княжествах, а потом в  обороне Севастополя.
В 1856 году вышел в отставку и стал ассистентом профессора П. Ю. Неммерта при хирургической клинике в Санкт-Петербурге.
В 1857 году, отказавшись от предложенной ему кафедры в Харьковском университете и совершив с научной целью поездку за границу, приехал в Варшаву, где по конкурсу в декабре 1858 года получил место экстраординарного профессора теоретической хирургии в Варшавской медико-хирургической академии, а в 1860 году был назначен ординарным профессором по той же кафедре.
В 1862 году по открытии Варшавской Главной школы был перемещён туда на ту же должность и сохранил её по преобразовании школы в университет. Одновременно, был старшим ординатором в Варшавском Александровском военном госпитале. Был награждён орденами Св. Анны 3-й степени и Св. Станислава 2-й степени (30.06.1858).
В 1871 году получил в управление хирургическую клинику.
По отзывам современников, как профессор и педагог, П. А. Гирштовт обладал признанным талантом. Среди студентов он пользовался большой популярностью за доброе отношение к ним. Для польской медицинской науки учёный сделал очень много. Он издавал и редактировал периодическое печатное издание на польском языке «Gazeta lekarska», основанное им в 1866 году, выпустил 20 томов издания «Biblioteka umiejętnosci lekarskich» (с 1867 года), заключающего много выдающихся медицинских статей и оставшегося незаконченным вследствие его смерти (на это издание им было истрачено более 50000 рублей).
Им был составлен капитальный труд по истории медицины: «Przegląd postępu nauk lekarskich» (Warszawa 1872—1877), в 6 томах. Также он составил: «Chirurgia ogólna i szczególowa» (Warszawa 1869, неоконченный труд), «Odczyty i postrzeźenia chirurgiczne», тетр. 1 (Warszawa 1869) и кроме того написал очень много статей.
Список его трудов был напечатан в «Словаре польских врачей» Косминского (Kośminski, «Slownik lekarzów polskich». — P. 141, 142, 599).
Помимо этого П. А. Гирштовт был деятельным членом Варшавского медицинского общества.
В 1877 году, 5 ноября, на него было произведено разбойное нападение поляком-националистом, мстившим за мнимое личное оскорбление4 Гирштовт был тяжело ранен ножом и 12 ноября умер от заражения крови. Обвинителем на процессе по делу об убийстве учёного выступил известный русский юрист Александр Иванович Урусов; произнося обвинительную речь по делу об убийстве профессора Гирштовта, Урусов обращаясь к подсудимому произнёс: «Ты, который не умел честно жить под ясными небесами Польши, иди и погибай в холодных рудниках Сибири».
Товарищи и ученики воздвигли в память Гирштовта в костеле Святого Креста каменный памятник, но после того как он был испорчен националистами, Медицинское общество в 1899 году устроило на стене костела памятную доску из чёрного мрамора.

## Избранная библиография
- Мара dyecezyj rzymsko-katolickich w cesarstwie Rossyjskiem (СПб., 1857, in-f.);
- O życiu i pismach Andrzeja Janikowskiego (Warszawa, 1867);
- Rys historicznostatystyczny ces.-król. warsz. medykochirurg. akademii od jej zawiorku w d.4 czerwca 1857 aż do wcielenia do szkoly Glòwnej d. 1 pażdz. 1862 (Warszawa, 1865);
- Ряд биографий известных врачей в журнале «Tygodnik illustrowany» 1863—1868 гг.
- «Chirurgia ogólna i szczególowa» (Warszawa 1869, неоконченный труд);
- «Odczyty i postrzeźenia chirurgiczne», тетр. 1 (Warszawa 1869);
- «Przegląd postępu nauk lekarskich» (Warszawa 1872—1877), в 6 томах.